# Przerzutnia
Przerzutnia, przeskocznia, zazębienie, zwarcie międzywersowe – niezgodność między porządkiem składniowo-intonacyjnym a wersyfikacyjnym w wersie; przeniesienie wyrazu lub części zdania do następnego wersu lub strofy np. w celu zaakcentowania wypowiedzi, zwiększenia dynamiki i pobudzenia wyobraźni osoby czytającej.

## Rodzaje przerzutni
Można wyróżnić:
- przerzutnię średniówkową – z jednego członu wersu (hemistychu) do drugiego, np.:

Panie, za Twoją zawżdy + pomocą król bije

- przerzutnię klauzulową – z wersu do wersu, np.:

Pokój – szczęśliwość, ale bojowanie

Byt nasz podniebny.

- przerzutnię międzyzwrotkową – z jednej zwrotki do drugiej, np.:

to lęk odwieczny ciemny lęk

o kruchy ludzki ląd zaczyna
bić I zwycięży słyszysz szum